# مدیسون (تنسی)
مدیسون (به انگلیسی: Madison) یک منطقهٔ مسکونی در ایالات متحده آمریکا است که در نزدیکی نشویل، تنسی واقع شده‌است. مدیسون ۱۴۶٫۹۲ متر بالاتر از سطح دریا واقع شده‌است.